# Vävning

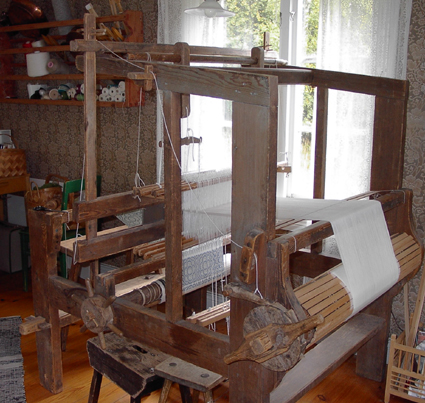
Traditionell vävstol

Vävning är en textil produktionsmetod från vår tideräknings början. Den går ut på att fläta samman två vinkelräta trådsystem (varp och inslag, även kallad väft) för att åstadkomma tyg, vävnader, av olika slag. Den del av ett ofullbordat tyg som ännu sitter kvar i vävstolen kallas väven.
I modern tid sker produktionen både industriellt och manuellt.
Den manuella handvävningen utförs oftast på en vävstol eller i en vävram som ett yrkesmässigt handarbete eller som hobby för eget bruk eller avsalu inom hemslöjden. Handvävning är begrepp för allt slags vävning som är manuell, oavsett om den utförs yrkesmässigt eller som hobby.
Den industriella vävningen sker företrädesvis i vävmaskiner.
För vissa användningsområden läggs varp och väft vinkelrätt ovanpå varandra utan att flätas. De olika lagren (som kan vara fler än två) fästs då mot varandra genom klistring eller sammansmältning i de punkter där varp och väft berör varandra. I stället för tyg kallas denna produkt nät.

## Historia

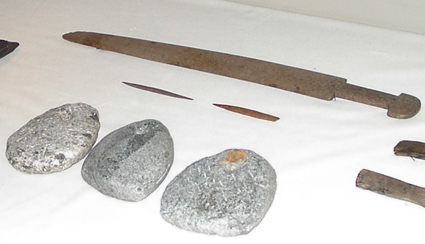
Medeltida varptyngder

Med en datering till 7 000 f.Kr. finns två avtryck i lera föreställande tyg av tuskaft respektive tvist (panama). De är funna i nordöstra Irak.
Linnetyger daterade till 5 000 f.Kr. är funna i Egypten, och i Europa finns linvävnader daterade till yngre stenålder. Ända fram till 1700-talet ansågs linet vara det viktigaste materialet till vävnader. Ullen var mer ämnad för vardagsbruk. Bomullen kom på 1800-talet. Men eftersom tillverkningen ofta skedde med träredskap är de arkeologiska fynden få, med undantag för till exempel varptyngder.
Från Danmark finns ett flertal textilfynd från stenåldern. Fynden från undervattensboplatsen Tybrind Vig, daterade till 4 200 f. Kr.
Gerumsmanteln, tidigare den äldsta kända vävnaden i Sverige, dateras numera till förromersk järnålder mot tidigare antagen bronsålder. I Eldsberga socken i Halland har man dock i en bronsåldershög hittat resterna av ett bälte till en bältesplatta, vävt i tuskaft.
Bockstensmannens kläder från 1300-talet är den tidigaste bevarade hela klädedräkten i Europa. 

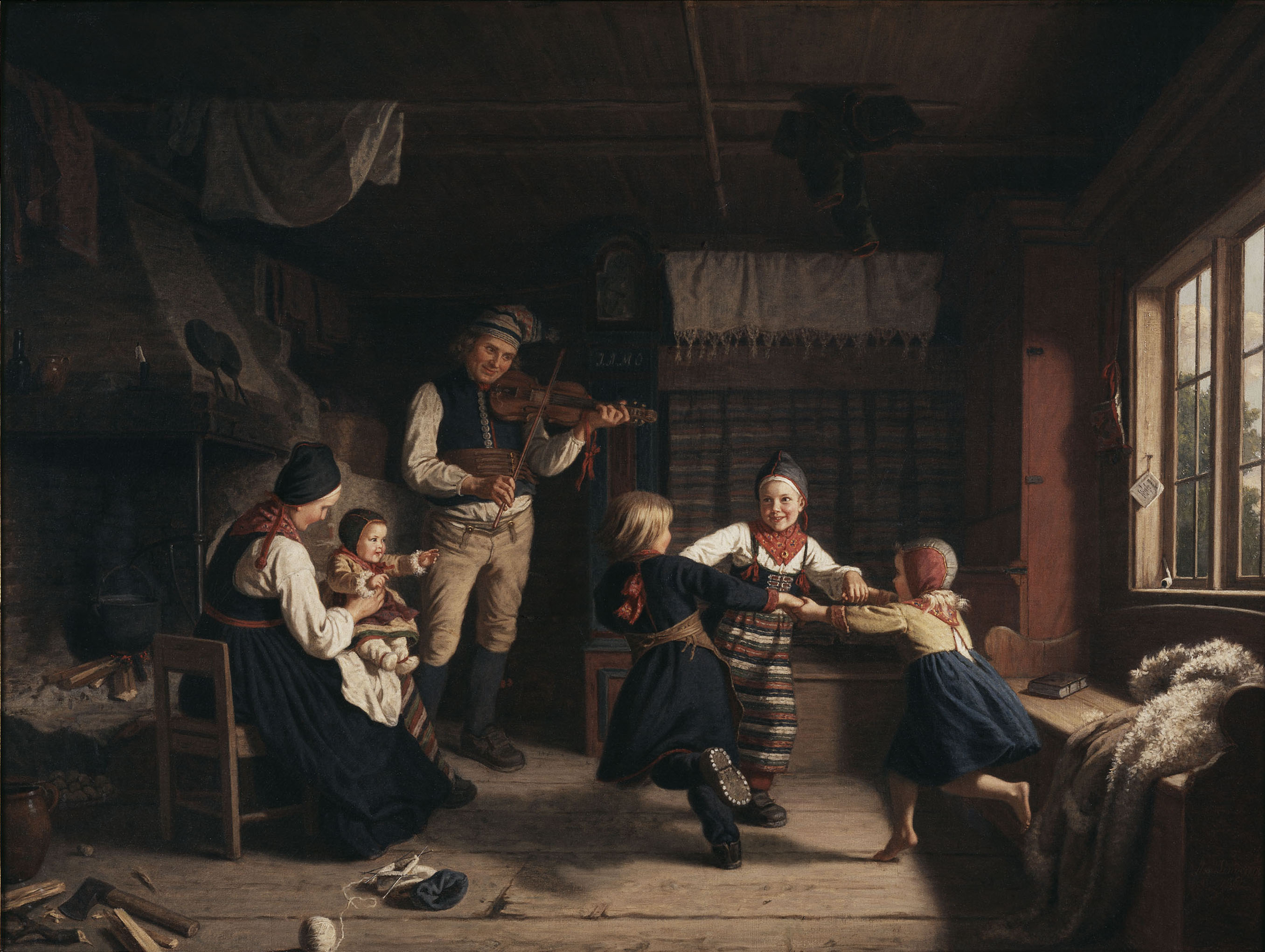
Den textila mångfalden i ett dalahem 1860. Av Amalia Lindegren.

Handarbete i hemmet betraktades inte som en självständig näringsgren när skråväsendet infördes i städerna, utan sågs som en del av bondenäringen. Eftersom nästan all inhemsk tygproduktion skedde i hemmet utnämndes inga vävmästare, och vävning "kom på sidan av" annat hantverk. 
Vävning hamnar även på undantag i förhållande till de etablerade konstarterna, trots att en ganska stor del av produktionen, förr såväl som nu, var ämnad för enbart dekoration och lyst.
1834 startade Sveriges första helt mekaniserade vävfabrik, Rydboholms konstväveribolag i södra Sjuhäradsbygden, av Sven Erikson. Den starka traditionen av hemvävnad och försäljning i denna del av landet, bidrog till den industriella vävningens stora genomslag här under de kommande 150 åren. 80 % av de sålda bomullsvävnaderna i Sverige tillverkades 1850 dock fortfarande av hemvävare, främst i Marks och Kinds härader. Vid denna tid stod bomull för 43 %, ylle 39 %, lin 16 % och siden 2 % av den totala textilproduktionen i landet. Orsak och konsekvenser var något oklara, varför Lovisa Nylander 1874 formulerade kontrakt som hon fick sina elever att skriva under:
Jag undertecknad, som inköpt denna Lärobok i Patenterad Konstväfnad, märkt å kontraktet med N:o..., samt dermed erhållit rättighet, att den patenterade uppfinningen begagna, förbinder mig härmed, att under patentåren, eller till den 19 maj 1878, hålla denna väfnadskonst hemlig och icke bortlära den till någon annan person, äfvensom att icke heller låta någon annan få del af Väfboken, hvarken till låns för att väfva efter eller till läsning. Om mot detta kontrakt brytes, så att patentinnehafvarens rätt genom intrång kan anses förnärmad, förbinder jag mig att erlägga de böter och det skadestånd, som lagen i dylika fall stadgar, eller minst att till Lovisa Nylander erlägga 75 Rdr Rmt, 3 månader efter den dato, då förbrytelsen styrkes vara skedd.
I modern tid har vävningen både utvecklats och avvecklats. På grund av studieförbundens snävare ekonomi är det avsevärt färre som lär sig att väva idag, vilket också fått till följd att branschen för vävmaterial minskat kraftigt och omstrukturerats. Parallellt kan man se ett ökat intresse för textilier bland konstnärer och designers vilket fått till följd att floran av avancerade vävar ökat.
Av beredskapsskäl avtalades 1987 garantier för fortsatt inhemsk bomullsindustri, med hela tillverkningskedjan intakt från spinning och vävning till efterbehandling och konfektionering.

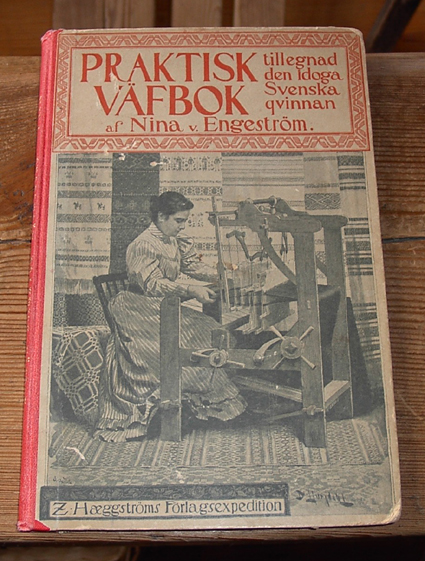
"Praktisk Väfbok - tillegnad den idoga Svenska qvinnan", anno 1896, av Nina von Engeström.
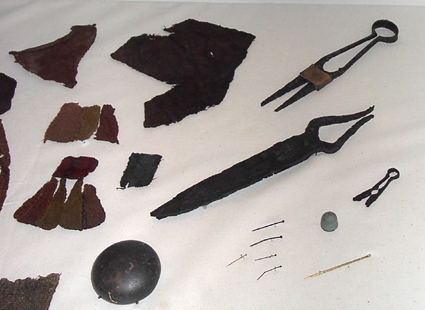
Medeltida tygfragment, sax och nålar, från Lödöse

## Tekniker
Utöver den grundläggande vävtekniken kring vävandets uppsättning när vävstolen förses med varp och redskap finns det en mängd olika vävtekniker. Utifrån grundbindningarna tuskaft, kypert och satin har många varianter utvecklats. Några exempel på vanliga vävtekniker är gåsögon, rosengång, gubbaväv eller bunden rosengång, munkabälte, rips, damast.
Trots handvävningens hantverksmässiga karaktär har det utvecklats vävprogram till stöd för beräkning av vävsedlar och mönsterskapande. 

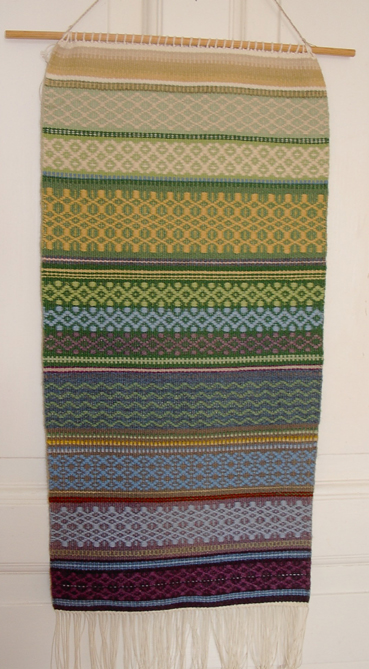
Vepa i rosengång
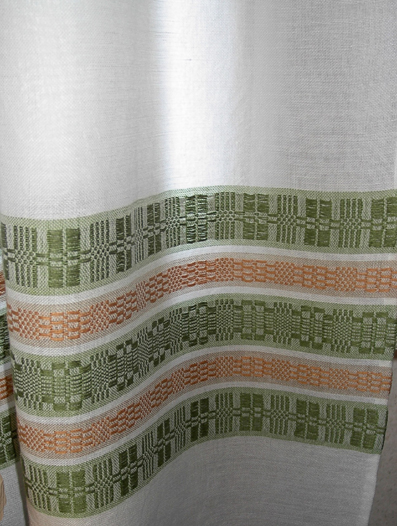
Gardin i munkabälte
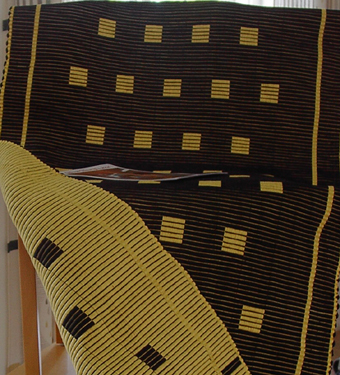
Ripsmatta